# David Roentgen

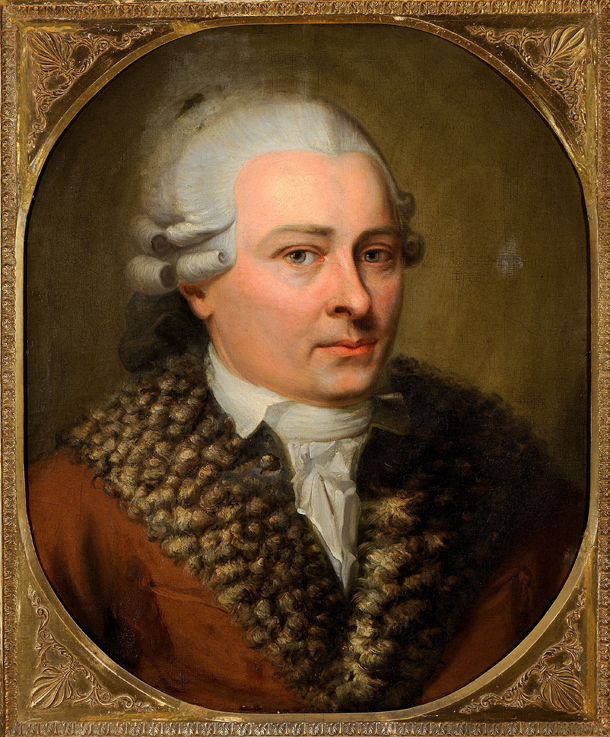
David Roentgen

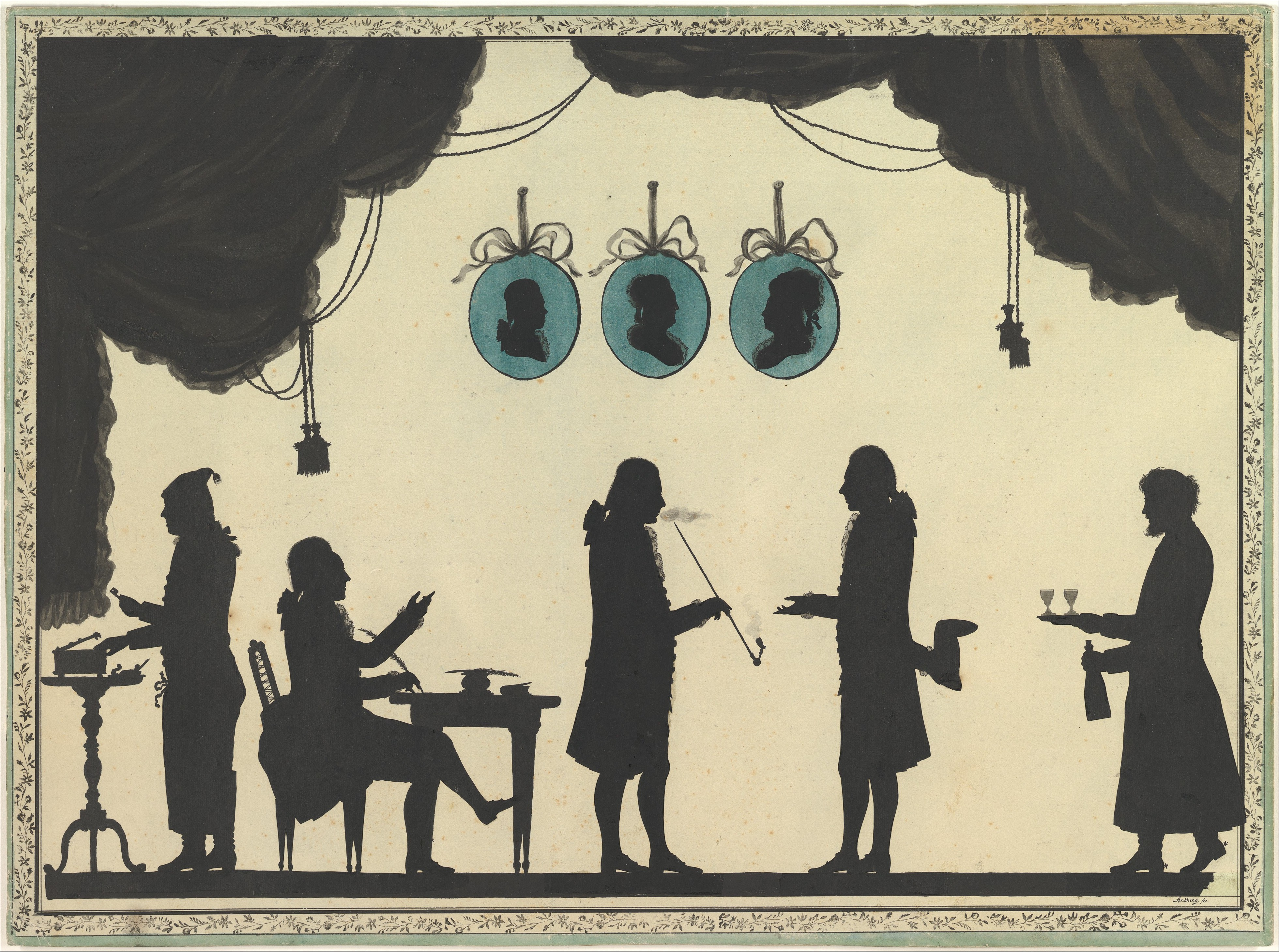
Roentgen am Zarenhof in St. Petersburg, Scherenschnitt von Johann Friedrich Anthing, 1784

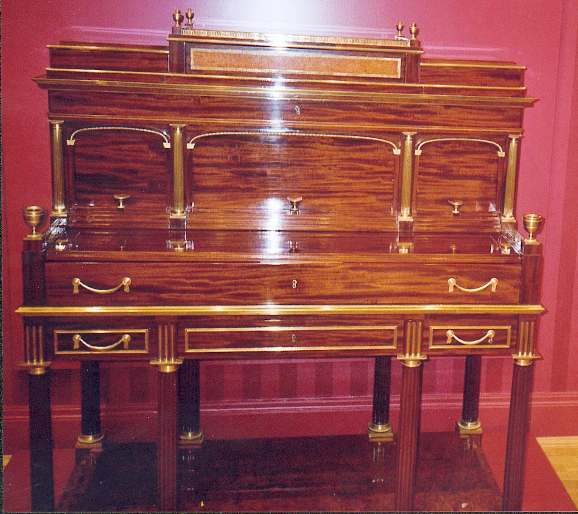
Schreibschrank von David Roentgen, um 1780/90

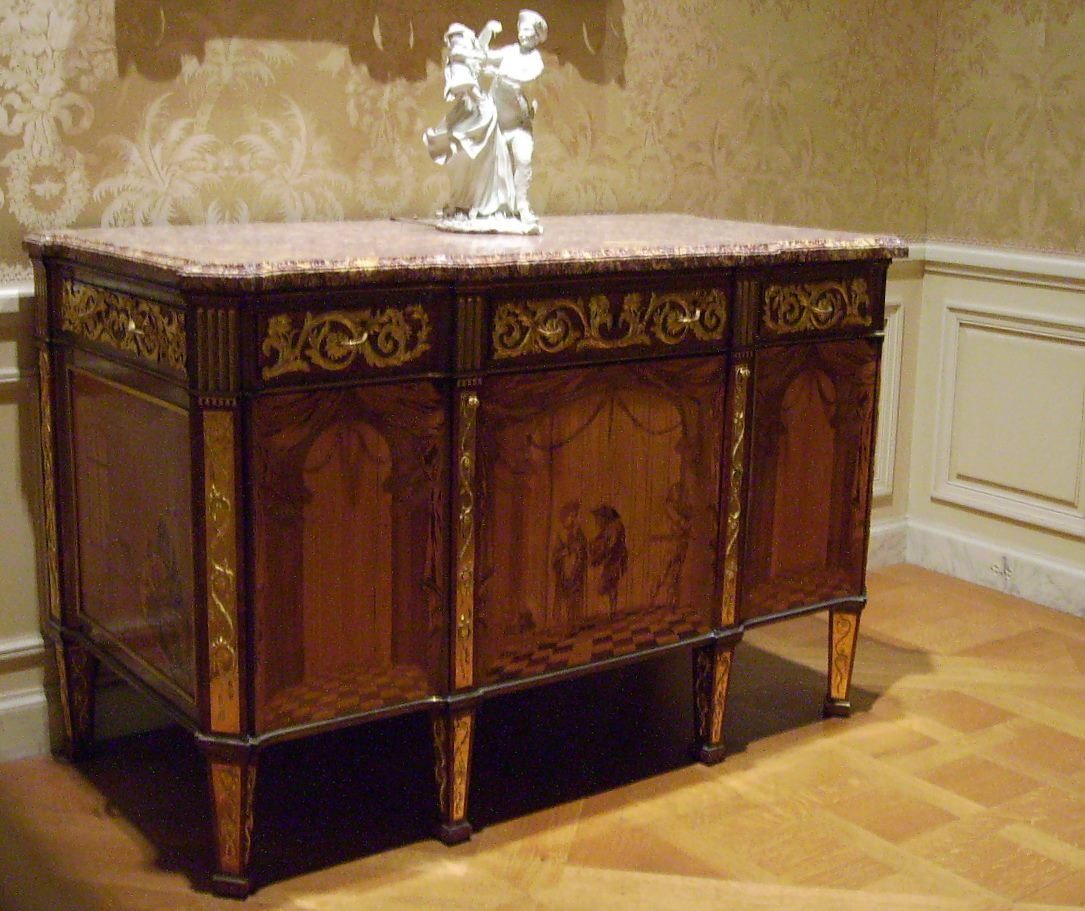
Kommode (Chinoiserie) von David Roentgen

David Roentgen (* 11. August 1743 in Herrnhaag; † 12. Februar 1807 in Wiesbaden) war ein deutscher Ebenist (Kunsttischler) und Kabinettmacher.

## Leben und Wirken
David Roentgen, der älteste Sohn Abraham Roentgens, absolvierte nach Beendigung seiner Schulausbildung in der Lehranstalt der Herrnhuter Brüdergemeine von Niesky/Oberlausitz ab 1757 – wie später auch seine jüngeren Brüder – eine Schreinerlehre bei seinem Vater in Neuwied am Rhein und trat nach seinen Wanderjahren, in denen er unter anderem die fortschrittlichen Londoner Möbelmanufakturen kennenlernte, als Geselle wieder in die väterliche Schreinerei ein.
Er wurde zu einem der besten Ebenisten seiner Zeit, auch wenn er im Gegensatz zu seinem Vater bald nicht mehr selbst an den Stücken arbeitete, sondern lediglich Entwürfe anfertigte und diese von seinen Angestellten ausführen ließ. Sein Talent für Organisation und Vermarktung zeigte sich 1769, als das damals noch vergleichsweise kleine Unternehmen seines Vaters am Rand des Bankrotts stand. Die Rezession der 1760er Jahre machte vor dem Adel nicht halt. Produktion auf Vorrat, langzeitiges Lagern der teuren, exotischen Edelhölzer zum Trocknen sowie Vorratshaltung teurer Materialien wie Elfenbein, Perlmutt oder feuervergoldete Bronzebeschläge brachten Abraham Roentgen in finanzielle Schwierigkeiten. David Roentgen überredete seinen Vater dazu, das Möbellager durch die Veranstaltung einer Lotterie zu leeren und so die schlimmsten finanziellen Sorgen abzuschütteln. David Roentgen unterhielt gute Verbindungen zu verschiedenen deutschen Herrscherhäusern. 1771 erhielt er den Auftrag, das neuerbaute Gartenschloss in Wörlitz-Dessau mit einigen Möbeln auszustatten. Dieser Bau wurde binnen kurzem zum Mekka des modebewussten deutschen Adels, da hier zum ersten Mal der aus England kommende, neue Stil des Klassizismus baulich umgesetzt worden war.
1772, noch zu Lebzeiten seines Vaters, wurde David Roentgen die Leitung des Betriebs übertragen, den er zu einem Unternehmen von Weltruf ausbaute. 1774 reiste Roentgen erstmals nach Paris. Er erkannte den Stilumbruch vom Rokoko zum Klassizismus und übertrug die reichen Intarsienverzierungen der Inneneinrichtungsgegenstände auf die in Paris gesehenen neuen Möbeltypen. Dabei unterlagen auch die Motive einem Wandel: Von den verspielten peinture en bois des Rokoko entwickelten sie sich mehr und mehr zur strengeren Klarheit flächiger Bauteile. Vor allem seine Stücke mit raffiniert angelegten Geheimfächern und ausgeklügelten technischen Spielereien nach Londoner Vorbild wurden berühmt. Hierbei arbeitete er eng mit dem Uhrmacher und Erfinder Peter Kinzing zusammen.
Es folgte eine Zeit des wirtschaftlichen Aufschwungs. Eine Betriebsorganisation mit Gruppenarbeit und Rationalisierung, die Verwendung einheimischer Obsthölzer anstelle der teureren exotischen sowie vielerlei andere Maßnahmen zur Kostenreduzierung verbesserten die wirtschaftliche Lage. Marktbeobachtung und aktive -beeinflussung befähigten Roentgen, immer wieder lukrative Aufträge zu erhalten. Als Mitglied der Herrnhuter Brüdergemeine profitierte er auch von deren gutem wirtschaftlichem Ruf. Da die väterliche Werkstatt vom Zunftzwang befreit war, der die Höchstzahl von einem Gesellen und zwei Lehrlingen vorschrieb, stieg die Zahl seiner Beschäftigten bis Ende der 1780er Jahre auf rund 100, zu denen die Mitarbeiter der Pariser Niederlassung hinzukamen. Zu den bekannten Mitarbeitern zählt Johann Michael Rummer. Ergänzt und erweitert wurde die Leistungsfähigkeit der Werkstatt durch ein Netz spezialisierter Zuliefererfirmen, zu denen u. a. auch arrivierte Künstler als Entwerfer gehörten. So entstand eine Manufaktur, in der aber noch gänzlich von Hand gearbeitet wurde. Dennoch wurden jährlich mehrere hundert Möbel für den Export gefertigt.
Roentgen belieferte fast alle Fürsten- und Königshäuser Europas, den Adel und wohlhabende Bürger mit seinen künstlerisch gestalteten Möbeln. Vom preußischen König wurde er zum „Geheimen Kommerzienrat“ ernannt. Nachdem er sich 1780 das Meisterrecht in Paris erkauft hatte und damit auch den französischen Hof beliefern durfte, erhielt er von dem handwerklich interessierten Ludwig XVI. den Titel Ebeniste Mecanicien du Roi et de la Reine (Königlicher Kunsttischler für mechanische Möbel). Die meisten seiner Röntgenmöbel verkaufte er aber in den 1780er Jahren an den Hof der Zarin Katharina der Großen von Russland.
Zu Höhepunkten der Werkstatt-Tätigkeit dürfen aufwändig verarbeitete, mit raffinierten Details versehene Kunstschränke aus der Manufaktur David Roentgens zählen. Heute ist bekannt, dass von einem der kostbaren Kunstschränke aus der Werkstatt Roentgen drei Exemplare existieren. Diese wurden für verschiedene europäische Höfe hergestellt und konnten gleichsam die Bekanntheit der Erzeugnisse der Werkstatt steigern. Heute befindet sich ein für den Brüsseler Hof hergestelltes, über einen Zeitraum von drei Jahren bis 2021 restauriertes Exemplar des Kunstschranks (1775/76) im Museum für angewandte Kunst in Wien. Ein weiteres Exemplar des Kunstschranks, das sogenannte Neuwieder Kabinett (1779), befindet sich heute im Kunstgewerbemuseum Berlin. Teile eines weiteren, für den französischen Hof hergestellten Kunstschrankes (1778/79) werden heute vom Bayerischen Nationalmuseum in München aufbewahrt.
Kurz vor dem Ausbruch der Französischen Revolution wurde deutlich, dass die Roentgen-Werkstatt ihren Zenit überschritten hatte: Der französische König ließ einen der erwähnten, teuer bezahlten Prunkschreibtische zerlegen, weil er ihm ästhetisch missfiel, die russische Zarin verweigerte gar die Annahme einer ganzen Warensendung aus demselben Grund. 1794 wurde Roentgen von den revolutionären neuen Machthabern in Frankreich in einem Revolutionserlass als Konterrevolutionär (émigré) eingestuft, und er musste vor den französischen Truppen fliehen, die die linksrheinischen Gebiete und auch die Stadt Neuwied, Sitz der Roentgen-Werkstatt, besetzt hatten. Der sich ankündigende erneute Geschmackswandel und der durch die Französische Revolution verursachte  politische Zusammenbruch des bisherigen Marktes zwangen Roentgen in den folgenden Jahren bis zu seinem Tode in die permanente Nähe eines Konkurses. Der Betrieb schrumpfte und wurde 1791 ganz aufgegeben. Danach versuchte Roentgen noch einige Jahre, die bereits hergestellten Produkte zu veräußern. Er starb 1807 auf einer diplomatischen Reise im Dienst der Herrnhuter Brüdergemeine.
David Roentgen heiratete 1773 in Sundhofen im Elsass Katharina Dorothea (1749–1825), Tochter des dortigen Pfarrers Emmanuel Scheuer, die sich nach seinem Tod in zweiter Ehe mit dem Lackwarenfabrikanten Johann Heinrich Stobwasser vermählte. Das Paar hatte acht Kinder. Von ihnen verstarben drei Söhne und die beiden Töchter früh. Unter den überlebenden Söhnen erlangte August von Röntgen als Jurist und Diplomat eine größere Bedeutung, außerdem Heinrich Roentgen als Biologe und Forschungsreisender in Afrika.

## Sonstiges
Zu Möbeln aus der Röntgen-Werkstatt zählen beispielsweise Kunstschränke. Die Möbel waren zu ihrer Zeit so bekannt und geschätzt, dass Goethe sie in einer Erzählung erwähnt:

„Wer einen künstlichen Schreibtisch von Röntgen gesehen hat, wo mit einem Zug viele Federn und Ressorts in Bewegung kommen, Pult und Schreibzeug, Brief- und Geldfächer sich auf einmal oder kurz nacheinander entwickeln, der wird sich eine Vorstellung machen können, wie sich jener Palast entfaltete, in welchen mich meine süße Begleiterin nunmehr hineinzog.“